# Zolfaghar (projektil)
Zolfaghar (perzijski: ذوالفقار, zulfikar) iranski je cestovno prenosvi, jednostupanjski balistički projektil kratkog dometa na čvrsti pogon nazvan po maču Ali ibn Abi Taliba. Vjeruje se da potječe iz obitelji Fateh-110 (vjerojatno Fateh-313). Organizacija Aerospace Industries predstavila je svoje novo oružje 2016. koje je ušlo u službu 2017. kao verzija većeg dometa Fateh-110.  Prvi put je upotrijebljen u raketnom napadu na Deir ez-Zor 2017. i stoga je bio jedan od prvih korištenih projektila srednjeg dometa nakon 30 godina.
Prema iranskim izvorima, projektil Zolfaghar ima duljinu od 10,3 m, promjer 0,68 m i masu pri lansiranju od 4620 kg s bojevom glavom mase 579 kg koja je dizajnirana za odvajanje pri polovici putanje, što otežava otkrivanje, praćenje i presretanje od jednodijelnih projektila poput 9K720 Iskander.

## Povijest
Prvi put je predstavljen tijekom vojne parade u vozilu ukrašenom anticionističkim transparentom 25. rujna 2016. nakon čega je ministar obrane Hossein Dehqan ustvrdio da projektil ima domet od 700 km. Iransko ministarstvo obrane poslije će objaviti video njegovog testiranja. Dana 17. lipnja 2017. Iran je lansirao šest raketa Zolfaghar u Siriju prema regiji Deir ez-Zor na ciljeve samozvane Islamske države kao odgovor na napad u Teheranu 8. lipnja 2017.
U veljači 2019. Iran je predstavio novu verziju projektila Zolfaghar većeg dometa pod nazivom Dezful s dometom od 1000 km.
Dana 7. ožujka 2021. jemenski Hutiji (militantna skupina) napali su različite lokacije u Saudijskoj Arabiji balističkim projektilima i naoružanim bespilotnim letjelicama s balističkim projektilom Zolfaghar zajedno s nekoliko lebdećih streljiva Samad-3 kojima su gađali naftna postrojenja tvrtke Aramco u Ras Tanuri.

## Operateri
- Iran
- Rusija – obavještajna procjena dana 2022. ukrajinskim i američkim dužnosnicima tvrdi da iranska industrija naoružanja priprema prvu isporuku projektila Fateh-110 i Zolfaghar Rusiji. Prodaju je u listopadu 2022. potvrdila iranska strana.[7][8]